# Liste der brasilianischen Botschafter in Italien
Der brasilianische Botschafter nächst der Regierung von Italien residiert seit 1920 im Palazzo Pamphilj.
| Ernannt/Akkreditiert | Name                                    | Bemerkungen | ernannt von                          | akkreditiert bei          | Posten verlassen |
| -------------------- | --------------------------------------- | --- | ------------------------------------ | ------------------------- | ---------------- |
| 1. Jan. 1912         | Alberto Fialho                          | | Hermes Rodrigues da Fonseca          | Giovanni Giolitti         | 3. Nov. 1913     |
| 21. Mai 1914         | Pedro de Toledo                         | | Venceslau Brás Pereira Gomes         | Antonio Salandra          | 21. Juli 1917    |
| 7. Okt. 1917         | Luís Martins de Souza Dantas            | | Venceslau Brás Pereira Gomes         | Vittorio Emanuele Orlando | 22. Dez. 1922    |
| 6. Jan. 1923         | Oscar de Teffé                          | | Artur da Silva Bernardes             | Benito Mussolini          | 4. Apr. 1934     |
| 5. Apr. 1931         | Alcebíades Peçanha                      | | Getúlio Dornelles Vargas             | Benito Mussolini          | 23. Okt. 1934    |
| 10. Nov. 1935        | Adalberto Guerra Duval                  | | Getúlio Dornelles Vargas             | Benito Mussolini          | 28. Jan. 1939    |
| 24. Apr. 1939        | Pedro Leão Velloso                      | | Getúlio Dornelles Vargas             | Benito Mussolini          | 16. Feb. 1941    |
| 4. Mai 1945          | Pedro de Moraes Barros                  | | José Linhares                        | Ferruccio Parri           | 10. Mai 1949     |
| 16. Feb. 1950        | Carlos Alves de Souza Filho             | | Eurico Gaspar Dutra                  | Ferruccio Parri           | 20. Feb. 1956    |
| 24. Feb. 1956        | Adolpho Cardozo de Alencastro Guimarães | | Juscelino Kubitschek                 | Antonio Segni             | 4. Jan. 1960     |
| 27. Apr. 1960        | Hugo Gouthier de Oliveira Gondim        | | Juscelino Kubitschek                 | Fernando Tambroni         | 15. Juni 1964    |
| 21. Sep. 1964        | Francisco D’Alamo Lousada               | | Pascoal Ranieri Mazzilli             | Giovanni Leone            | 5. Aug. 1967     |
| 2. Jan. 1968         | Carlos Martins Thompson Flores          | | Artur da Costa e Silva               | Giovanni Leone            | 25. Aug. 1973    |
| 12. Juni 1974        | Jorge de Carvalho e Silva               | | Ernesto Geisel                       | Aldo Moro                 | 18. Mai 1977     |
| 2. Juli 1975         | Gastão Felipe Coimbra Bandeira de Mello | Geschäftsträger | Ernesto Geisel                       | Aldo Moro                 | 12. Juli 1975    |
| 13. Juli 1975        | Elim Saturnino Ferreira Dutra           | Geschäftsträger | Ernesto Geisel                       | Aldo Moro                 | 14. Juli 1975    |
| 15. Juli 1975        | Gastão Felipe Coimbra Bandeira de Mello | Geschäftsträger | Ernesto Geisel                       | Aldo Moro                 | 31. Juli 1975    |
| 22. Juni 1977        | Mario Gibson Alves Barboza              | | Ernesto Geisel                       | Giulio Andreotti          | 25. Nov. 1982    |
| 9. Dez. 1982         | Carlos Sylvestre de Ouro Preto          | | João Baptista de Oliveira Figueiredo | Amintore Fanfani          | 15. Juni 1984    |
| 13. Apr. 1985        | Ramiro Elysio Saraiva Guerreiro         | | José Sarney                          | Bettino Craxi             | 15. Dez. 1986    |
| 19. Jan. 1987        | Carlos Alberto Leite Barbosa            | | José Sarney                          | Amintore Fanfani          | 16. Juni 1991    |
| 25. Juli 1991        | Orlando Soares Carbonar                 | MSF 87 de 1991 | Fernando Collor de Mello             | Giulio Andreotti          | 13. März 1995    |
| 19. März 1995        | Rubens Ricupero                         | MSF 316 de 1994 11. Januar 1995 | Fernando Henrique Cardoso            | Lamberto Dini             | 15. Dez. 1995    |
| 11. Jan. 1996        | Paulo Cardoso de Oliveira Pires do Rio  | MSF 318 de 1995 9. November 1995 | Fernando Henrique Cardoso            | Lamberto Dini             | 7. Juni 1999     |
| 13. Juni 1999        | Paulo Tarso Flecha de Lima              | MSF 86 de 1999 vom 7. April 1999 | Fernando Henrique Cardoso            | Massimo D’Alema           | 6. Dez. 2001     |
| 13. Dez. 2001        | Ângelo Andrea Matarazzo                 | MSF 214 de 2001 vom 7. November 2001 | Fernando Henrique Cardoso            | Silvio Berlusconi         | 16. Dez. 2002    |
| 16. Aug. 2003        | Itamar Franco                           | MSF 66 de 2003 16. April 2003 | Luiz Inácio Lula da Silva            | Silvio Berlusconi         |                  |
| 17. Nov. 2005        | Adhemar Gabriel Bahadian                | (* 22. Oktober 1940 in Rio de Janeiro) Sohn von Gracinda Gabriel Bahadian und Aziz Bahadian. Auch für Tirana ernannt: MSF 227 de 2005 8. November 2005                       | Luiz Inácio Lula da Silva            | Silvio Berlusconi         |                  |
| 11. März 2009        | José Viegas Filho                       | auch zum Botschafter in San Marino und Tirana ernannt: MSF 238 de 2008 vom 4. März 2009 am 17. Mai 2011: MSF 58 de 2011 vom 3. Mai 2011 zum Botschafter in Valletta ernannt. | Luiz Inácio Lula da Silva            | Silvio Berlusconi         | 15. März 2013    |
| 15. März 2013        | Ricardo Neiva Tavares                   | auch für San Marino und Malta ernannt. MSF 71 de 2012 27. Februar 2013 | Dilma Rousseff                       | Enrico Letta              |                  |